# William Jervois

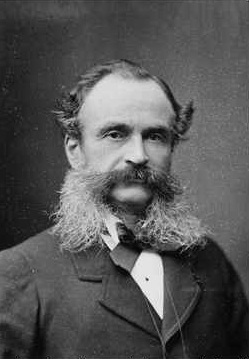
William Jervois

Sir William Francis Drummond Jervois, GCMG, CB (* 10. September 1821 in Cowes, Isle of Wight; † 17. August 1897 in Bitterne, Hampshire) war ein britischer Militäringenieur und Gouverneur der Straits Settlements, Süd-Australiens und Neuseelands.
Jervois trat in die britische Armee im Jahr 1839 ein und erhielt eine Ausbildung bei den Royal Engineers. Nach seiner Dienstzeit in Südafrika wurde er ein Experte auf dem Gebiet landbasierter Befestigungsanlagen zum Schutz gegen Angriffe von See. Er schlug mehrere Optionen für einen Verteidigungsring um London vor.
Im Jahre 1864 und 1865 überprüfte er die Befestigungsanlagen in Kanada. Sein Bericht konstatierte, dass das Gebiet der Großen Seen und Oberkanadas nicht zu verteidigen sei und führte zu heftigen politischen Kontroversen.
Im Jahre 1866 bereiste er mit gleichem Auftrag die Mittelmeerregion (Malta, Gibraltar, Aden) und bis 1873 Indien und Burma. Sein Bericht von 1866 führte zum Ausbau der Befestigungsanlagen auf Malta.
Jervois konstatierte eine Abhängigkeit zwischen der Sicherheit Englands und den Kolonien. Er kritisierte, dass die britischen Verteidigungsanstrengungen primär auf die Sicherheit Englands ausgerichtet waren und dabei die Kolonien vernachlässigten, stellte einen mit dem Übergang zu Dampfschiffen einsetzenden Verlust an Mobilität und Reichweite der Royal Navy fest und schlug die Errichtung von durch Befestigungen geschützten Kohlenstationen an strategisch wichtigen Punkten vor.
Nach dem Rückzug der britischen Truppen aus Australien im Jahr 1870 wurden Jervois und Oberstleutnant Peter Scratchley von einer Gruppe von Kolonien als Berater in Verteidigungsangelegenheiten bestellt. Ergebnis einer Überprüfung der Kolonien waren die Jervois-Scratchley Berichte von 1877. Jervois und Scratchley empfahlen auch hier den Bau von Befestigungsanlagen. Die Berichte dienten als Grundlage für die Verteidigungsplanung in Australien und Neuseeland für die nächsten 30 Jahre.
Jervois war Generalgouverneur der britischen Kronkolonien der Straits Settlements (Penang, Malakka und Singapur) in Singapur von Mai 1875 bis April 1877, von Oktober 1877 bis Januar 1883 Gouverneur von South Australia und von Januar 1883 bis März 1889 Gouverneur von Neuseeland.